# Diablo (serie)
Diablo es una serie de videojuegos pertenecientes al género de acción, de Cortar y destripar, y de Videojuegos de mazmorras desarrollada por Blizzard North y continuada por Blizzard Entertainment después del cierre del estudio del norte en 2005. La serie se compone de cinco videojuegos principales: Diablo I, Diablo II, Diablo III, Diablo Immortal y Diablo IV.
La serie está ambientada en el mundo de fantasía de Santuario. Los tres videojuegos de la serie tienen lugar en áreas geográficas similares, con varias áreas comunes, incluida la ciudad de Tristram y la región alrededor de Monte Arreat. La configuración adicional es proporcionada por los Cielos Altos y los Infiernos Ardientes, dos reinos separados vinculados al Santuario. La serie se centra en la batalla entre los humanos que viven en Santuario y los Demonios primarios, demonios que son liderados por Diablo, el principal antagonista de la serie. Los humanos son ocasionalmente ayudados por ángeles, especialmente el arcángel de la justicia, Tyrael. Los personajes en el mundo de Santuario son principalmente humanos, ángeles y varias clases de demonios y monstruos.
La serie ha dado como resultado la publicación de varios libros relevantes para el universo de Diablo, que cubren una amplia gama de líneas de tiempo del universo. También hay historietas que exploran varias historias dentro del mundo de Santuario.
Al 30 de mayo de 2012, la serie ha vendido más de 24.8 millones de copias en todo el mundo.

## Universo y Argumento
Diablo está ambientado en el mundo de Santuario, creado por el Arcángel Inarius para ángeles y demonios cansados del conflicto entre los Altos Cielos y los Infiernos ardientes. Cuando las uniones entre ángeles y demonios crearon seres poderosos llamados nephalem, la archidemonio Lilith buscó criar a estas criaturas como sus sirvientes y gobernar Santuario, lo que condujo a su destierro y la destrucción de la mayoría de los nephalem. Cuando Lilith regresó, un granjero llamado Uldyssian-ul-Diomed la detuvo destruyendo los cultos de Inarius y Lilith, sacrificándose para proteger el mundo.
En un intento por evitar que los Señores de los Infiernos Ardientes se hicieran cargo del Santuario, el Arcángel Tyrael capturó los tres males principales: Mephisto, Señor del Odio; Baal, Señor de la Destrucción; y Diablo, Señor del Terror. Los principales males permanecieron encarcelados hasta que Diablo, a través de contactos con mortales que viven en la ciudad que está por encima de él (Tristram), comenzó a traer secuaces del Infierno al Santuario. Mientras que un héroe logró matarlo, el héroe pronto se transformó en un nuevo cuerpo anfitrión para el alma de Diablo. Con Diablo preparándose en su nuevo anfitrión para liberar a sus hermanos, una banda de héroes fue tras él, logrando matar a los tres males principales. En el proceso, la Piedra del Mundo, diseñada para mantener el Santuario escondido de los Cielos Altos y los Infiernos Ardientes, fue destruida.
Finalmente, Diablo logró la resurrección una vez más, esta vez en el cuerpo de su hija. A través del subterfugio, logra obtener las almas de todos los Demonios primarios. Conteniendo esas almas dentro de las suyas, Diablo comienza a asaltar los Altos Cielos y casi los destruye antes de que un nuevo héroe lo mate y lo destierre una vez más.

## Videojuegos

### Diablo I
El escenario de Diablo es la ciudad de Tristram, la capital de facto del Reino de Khanduras en el mundo de Santuario. La lucha real tiene lugar debajo de la ciudad en un laberinto de mazmorras, catacumbas y cuevas que conducen a las profundidades del infierno.
La trama de Diablo se centra en un personaje jugador que realiza una serie de misiones para liberar a Tristram del mal engendrado por el infierno, descendiendo a través de doce niveles de mazmorras en el infierno (los cuatro niveles finales), donde el jugador lucha contra el personaje titular, Diablo, Señor del Terror - uno de los siete "Malignos", demonios que alguna vez gobernaron el infierno.
Diablo I ofrece tres clases de personajes y la expansión Hellfire ofrece tres más. Los jugadores pueden jugar como guerreros, pícaros (arqueros) o hechiceros. Cada clase tiene su propio lugar en la historia del videojuego, y las tres clases aparecen como personajes no jugadores en la secuela. Las tres clases tienen las mismas habilidades generales y acceso a los mismos hechizos. Cada uno de ellos tiene una habilidad específica de clase (Reparación de objetos, Desarme de trampa y Recarga de hechizos, respectivamente) que tiene tantos inconvenientes como beneficios, a excepción del Desarme de trampa.

#### Hellfire
Diablo: Hellfire ofrece una clase de personaje adicional: el Monje, además de dos clases de personajes ocultos: el Bárbaro y el Bardo. El Monje lucha mejor con bastones o con sus manos desnudas y gana bonificaciones por usar armadura ligera o ninguna. El Bárbaro puede manejar hachas de dos manos con una sola mano, pero no puede lanzar hechizos durante la mayor parte del videojuego. El Bardo es un personaje con estadísticas relativamente equilibradas que puede manejar dos armas con una sola mano simultáneamente. El Bárbaro y el Bardo solo se pueden jugar usando un ajuste de archivo, ya que no estaban terminados. Utilizan el arte de Guerrero y Pícaro, respectivamente, y no tienen conocimiento. Las misiones adicionales y las capacidades multijugador (aunque no en Battle.net) también se pueden desbloquear a través de este simple ajuste.
Hellfire agregó dos nuevos entornos de mazmorras además de los cuatro del Diablo original: el Nido y la Cripta. Cada uno de estos entornos contiene varios monstruos nuevos para luchar, pero no contienen misiones o jefes aleatorios y los niveles generados no contienen santuarios ni bibliotecas. El jefe final de Hellfire, Na-Krul, se encuentra en el último nivel de la Cripta Sagrada.
Hellfire se desarrolló en un inició por Blizzard, pero más tarde pasó a Sierra para ser terminado.

### Diablo II
Al final del primer videojuego, un guerrero trató de contener el alma de Diablo dentro de sí mismo. El guerrero no pudo hacerlo, y, al comienzo de Diablo II, El Señor del Terror ya había tomado el control del cuerpo del guerrero y había comenzado el proceso de liberar a sus dos hermanos, Mephisto y Baal. Los jugadores pueden elegir entre cinco personajes distintos (siete cuando incluye la expansión) para controlar en su búsqueda y explorar el mundo de Santuario a través de cuatro actos. Al final de cada uno de los cuatro actos, los jugadores se enfrentan a diferentes demonios, con Diablo al final del videojuego.
Las clases de personajes en particular se recibieron mucho mejor que las del videojuego anterior. A diferencia de su predecesor, Diablo II proporciona una explicación para cada clase de personaje para perseguir a Diablo:
- Los oráculos de las amazonas predijeron que la batalla final cuando la humanidad finalmente estaría libre de manipulación angelical y demoníaca estaba cerca.

- Los bárbaros también esperan una "batalla final", en la que serían actores clave para decidir el destino del mundo.

- Los nigromantes determinan que los Malos se han vuelto demasiado poderosos y, por lo tanto, se alían con las fuerzas de la Luz para restablecer el equilibrio en el mundo.

- Los paladínes, atormentados por la culpa de sus acciones durante la Inquisición, buscan justicia sobre Mephisto, la verdadera causa de la sangrienta cruzada.

- Las hechiceras se unen a la batalla con sus poderosos hechizos para detener la corrupción de la magia de los malvados.

Los personajes del videojuego anterior también están presentes en Diablo II. Los Pícaros (como NPC) son los asistentes del jugador durante el Acto I, y los Hechiceros se ven regularmente en los Actos II y III. A diferencia del original, cada personaje tiene tres conjuntos distintos de habilidades/hechizos que pueden usar en el videojuego. Varios de los personajes también pueden conjurar súbditos mágicos, como Valkirias (Amazonas) o esqueletos y Golems (Nigromantes). Todos los jugadores también tienen la opción de contratar un Pícaro (Acto I), un Guerrero (Acto II) o un Lobo de Hierro (un tipo de Hechicero cuerpo a cuerpo, Acto III) para acompañarlos y ayudar a matar monstruos. Estos "empleados" tienen algunas de sus propias habilidades y pueden ser de gran beneficio para el jugador.

#### Lord of Destruction
Blizzard lanzó Diablo II: Lord of Destruction el 29 de junio del año 2001. En la expansión, ambientada después de los eventos de Diablo II, los jugadores buscan destruir al hermano de Diablo, Baal. La expansión incluye un nuevo acto, nuevos elementos y dos nuevas clases de personajes:
Los druidas descienden de los bárbaros y han salido de su escondite en preparación para la batalla final entre la humanidad y los malvados.
Los Asesinos han vigilado a los clanes de magos durante siglos. Ahora, con la noticia de que el Terror y la Destrucción (Diablo y Baal) deambulan libremente, los Asesinos desatan su furia en el Infierno mismo.
Los bárbaros también pueden ser contratados en la nueva expansión. Las unidades convocadas de los personajes de la expansión se denominan "secuaces". Los asalariados pueden resucitar en Seño de la destrucción y pueden equiparse con armaduras y armas.

### Diablo III
Diablo III se anunció en el Blizzard Worldwide Invitational el 28 de junio de 2008. Diablo III tiene lugar 20 años después de Diablo II.
Cinco clases de personajes están presentes en Diablo III:
La única clase que regresa directamente es la Bárbara. Los bárbaros tienen una variedad de habilidades renovadas a su disposición basadas en el uso de su increíble destreza física. El Bárbaro es capaz de girar a través de las multitudes, atravesar enjambres, saltar sobre riscos y aplastar a los oponentes al aterrizar.
El médico brujo es un nuevo personaje que recuerda al Nigromante de Diablo II, pero con habilidades más tradicionalmente asociadas con la cultura vudú. El médico brujo tiene la capacidad de invocar monstruos, lanzar maldiciones, cosechar almas y lanzar venenos y explosivos a los enemigos.
La maga es una versión de la Hechicera de Diablo II o el Hechicero de Diablo, aunque es mucho más que un simple elementalista. Las habilidades del mago van desde disparar rayos, fuego y hielo a sus enemigos hasta ralentizar el tiempo y teletransportarse alrededor de los enemigos y a través de las paredes.
El Monje es un atacante cuerpo a cuerpo, utiliza artes marciales para lisiar a los enemigos, resistir el daño, desviar proyectiles, atacar con velocidad cegadora y asestar golpes explosivos.
El Cazador de demonios (Importado de la serie de Warcraft) es una clase deshonesta a distancia. Fue la última clase en ser presentada, y se especializa en ataques a distancia, trampas para enemigos y habilidades de evasión.
El sistema de combate también se rehízo. En lugar del sistema de selección de habilidades anterior utilizado en Diablo II, hay una barra de acción en la parte inferior de la pantalla. Este cambio reemplaza el área donde solía estar el cinturón de pociones en Diablo II. Por primera vez en la serie, los jugadores pueden elegir el género de sus personajes en el momento de la creación. El género de los personajes afecta solo las imágenes y las voces. Diablo III y su fecha de estreno se anunció el 15 de marzo de 2012 y el videojuego fue lanzado en todo el mundo el 15 de mayo de 2012.

#### Reaper of Souls
Diablo III: Reaper of Souls es un paquete de expansión para Diablo III. Fue revelado en la Gamescom 2013. Fue desarrollado para las versiones para PC y Mac de Diablo III y lanzado el 25 de marzo de 2014 para esas plataformas. Reaper of Souls ha sido portado a las consolas PlayStation 3, PlayStation 4, Xbox 360 y Xbox One. La expansión de Diablo III incluye una nueva clase de personaje, el Cruzado, similar en estilo al Paladín de Diablo II.
El videojuego tiene lugar después de que Diablo es derrotado por el protagonista nephalem y sellado en la Piedra del alma negra, lo que lleva a un breve período de paz. La esencia de Diablo, sin embargo, aún perdura y no puede ser destruida. Por lo tanto, Tyrael lo esconde, incluso de los ángeles en el cielo. Justo cuando se coloca la piedra del alma para que nadie pueda tocarla, pasa un viento mortal y Malthael se revela como el "Segador". Solía ser el Arcángel de la Sabiduría, pero se convirtió en el Arcángel de la Muerte después de que la Piedra del Mundo fuera destruida y corrompida. Mata a casi todos en la escena, excepto Tyrael (se desconoce por qué no mata a Tyrael, aunque se sugiere que sus motivaciones son limpiar el Santuario del mal, incluida la humanidad, ya que nacen de ángel y demonio. Tyrael, siendo un ángel que se convirtió en mortal, no contiene parte de un demonio) y un superviviente de los Horadrim, que puede escapar y, por orden de Tyrael, transmitir el evento al héroe nephalem. Malthael toma la piedra del alma y sale; Incluso ahora que es corrupto, todavía está tratando de erradicar el mal. Sin embargo, el problema es que los humanos son descendientes de ángeles y demonios. A pesar de que el linaje del demonio se ha diluido durante milenios, Malthael todavía ve a todos los humanos como malvados. Luego se propone usar el poder de la Piedra del Alma Negra para erradicar a los humanos y los demonios, y terminar con el Conflicto Eterno para siempre. Los enemigos que el héroe lucha a lo largo de esta expansión son una mezcla de ángeles, persuadidos por Malthael y la Piedra del Alma, que casi parecen demonios, ya que están asesinando a miles de humanos inocentes. Malthael es capaz de absorber el alma de cada humano que es asesinado como resultado de la piedra del alma y continúa fortaleciéndose con cada muerte. Para luchar finalmente contra Malthael, el héroe nephalem debe convertirse en muerte, tal como Malthael se había convertido. Es por eso que la espada de Tyrael atravesó a Malthael en la escena inicial de esta expansión. Tyrael no pudo matar a la muerte porque ahora era un mortal. El héroe nephalem es capaz de absorber las almas de sus hermanos fallecidos hacia el final de la expansión para luchar contra la muerte (Malthael). Durante la última batalla, Malthael se fusiona con la piedra del alma negra, posiblemente creyendo que también puede contener la esencia de Diablo dentro de él. Finalmente, Malthael es derrotado por el héroe Nephalem, pero esto indica que la esencia de Diablo ha sido liberada desde dentro de Malthael y puede causar estragos en el mundo de la vida.

#### Rise of the Necromancer
Diablo III: Rise of the Necromancer es una segunda expansión para Diablo III. Fue anunciado en la BlizzCon 2016. Fue lanzada para PC, Mac y versiones de consola de Diablo III el 27 de junio de 2017. Introduce la clase Nigromante, que prefiere atacar desde la distancia, desatando la destrucción desde lejos. Los muertos vivientes esqueléticos bajo su mando abruman a los enemigos antes de que tengan la oportunidad de atacar, y las horribles maldiciones que los nigromantes emplean paralizan incluso a los demonios más resistentes. Los nigromantes pueden usar sus multitudes de muertos vivientes para crear distracciones o simplemente abrir un camino para que su maestro escape a un lugar seguro.

#### Diablo Immortal
Diablo Immortal es la cuarta entrega de la franquicia de Diablo y actualmente está en desarrollo como un MMORPG para iOS y Android por Blizzard Entertainment y NetEase. Fue anunciado durante la BlizzCon 2018. Tiene lugar después de los eventos de Diablo II: Lord of Destruction. Fue recibido con una recepción negativa de los fanáticos tras su anuncio. La crítica ha sido particularmente dura en las redes sociales donde Blizzard ha sido criticado por eliminar comentarios de su avance de YouTube.

### Diablo IV
Se anunció un cuarto título de la serie en Blizzcon 2019. La historia toma lugar 10 años tras los eventos de Diablo III, Lilith ha regresado y el equilibrio se ha roto, ahora la ancestral demonio busca hacerse con el poder de los demonios primarios para gobernar toda la existencia.
Fue lanzado el 6 de junio del 2023.

## Jugabilidad
Hay muchas características que son universales en la serie Diablo. Apuntar y hacer clic significa que el ratón se usa principalmente para mover y usar habilidades. Diablo depende en gran medida de una búsqueda constante de mejores armas y armaduras, conocidos como recompensa o botín. Los elementos se generan aleatoriamente y generalmente tienen muchos atributos asignados. Varios mapas en el mundo de Diablo se generan aleatoriamente en cada videojuego, lo que aumenta la capacidad de reproducción.
Debido a sus mapas generados al azar y su naturaleza de "Cortar y destripar", Diablo puede ser considerado como un Videojuego de mazmorras, aunque con jugabilidad, gráficos y sonido en tiempo real. De hecho, originalmente fue concebido y lanzado a Blizzard como lo que equivalía a un juego de mazmorras gráfico. El aventurero que se basa en una ciudad sobre la mazmorra y que puede usar "pergaminos del portal de la ciudad" es una influencia específica de Moria.

## Entorno y personajes
El universo de Diablo se divide en tres reinos; los Altos Cielos, los Infiernos Ardientes y el mundo humano del Santuario. Desde su creación, los ángeles de los Altos Cielos y los demonios de los Infiernos Ardientes han estado en guerra. El santuario fue creado por ángeles rebeldes y demonios cansados de la guerra, y sus primeros hijos fueron llamados Nephalem. Los descendientes de los nephalem son la humanidad, y se convierten en un punto focal tanto para los ángeles como para los demonios que desean influir en ellos para sus propios objetivos debido a que comparten la herencia angelical y demoníaca. El personaje principal de la serie y el antagonista principal es Diablo, uno de los Grandes Malvados que gobiernan los Infiernos Ardientes y el Señor del Terror, quien finalmente se convierte en el Malvado Primario después de absorber a otros poderosos demonios, incluidos sus co-gobernantes Baal, Señor de la Destrucción; y Mefisto, Señor del Odio. Un personaje clave que se opone a Diablo es el Ángel de la Justicia Tyrael, miembro del Consejo Angiris de los Altos Cielos que simpatiza con la humanidad. Debido al final de Diablo 2 y durante los eventos de Diablo 3, algunos humanos comienzan a despertar su herencia nephalem. Este despertar les permitió desafiar a los Demonios finales, y finalmente a Diablo mismo después de que manipula los eventos para convertirse en el Demonio primario. Al principio encarcelado, Diablo es liberado y los Nephalem son percibidos como una amenaza debido a la herencia de ángeles y demonios.

## Otros medios

### Literatura
Los siguientes libros han sido listados en orden cronológico, las fechas de publicación están entre paréntesis.
- Diablo: La guerra del pecado (2011)
- La guerra del pecado: derecho de nacimiento (2006)
- La guerra del pecado: escamas de la serpiente (2007)
- La guerra del pecado: el profeta velado (2007)
- Diablo: Archivo (2008)
- Demonsbane (2000)
- El camino negro (2002)
- Legado de sangre (2001)
- El reino de las sombras (2002)
- Luna de la araña (2005)
- Diablo III: El orden (2012)
- Diablo III: Tormenta de luz (2014)
- Diablo III: Morbed (2014)

### Historietas
Cuentos de Santuario de Phil Amara, Dave Land y Francisco Ruiz Velasco es una historieta lanzada el 9 de noviembre de 2001 por Dark Horse Comics. Cuenta con tres historias:
La ira: Se trata de Azgar, un druida en su lucha contra los secuaces de Baal.
The Hand of Naz: trata sobre Renit the Dark Stalker, un bárbaro que se alía con el nigromante Cairo para encontrar el artefacto titular.
La novia del odio: Trata sobre Hale, un paladín que salva a una niña, Bay, de los demonios y busca protegerla.
En noviembre de 2011, DC Comics comenzó a producir una miniserie de cinco números (Diablo III: Espada de la justicia) de Aaron Williams con arte y portadas de Joseph LaCroix.

### Mercancía
Las figuras de acción para la clase de personaje Bárbaro, Unraveller y Diablo se vendieron en la tienda en línea de Blizzard y en los minoristas para complementar el lanzamiento de Diablo II.
Sideshow Collectibles ha producido para la venta una estatua coleccionable de 18 pulgadas de la clase Bárbara de Diablo III.

### Héroes de la Tormenta
En el año 2015, Blizzard lanzó Héroes de la Tormenta (Heroes of the Storm), su propio videojuego crossover multijugador en línea de arena de batalla en el que los jugadores pueden controlar a más de 15 personajes del universo Diablo como héroes jugables, incluidas las clases de personajes principales de Diablo III : Sonya (Bárbaro), Valla (Cazador de demonios), Kharazim (Monje), Nazeebo (Médico brujo), Johanna (Cruzada), Li-ming (Mago); dos clases de personajes de Diablo II : Cassia (Amazon) y Xul (Nigromante); así como personajes secundarios de la franquicia, tanto buenos (por ejemplo, Deckard Cain, Imperius, Tyrael y Auriel) como malvados (por ejemplo, Diablo, Azmodan, Leoric, Malthael, Mephisto y el Carnicero). El videojuego presenta dos campos de batalla con temas de diablo, Battlefield of Eternity y el Infernal Shrines.

## Recepción
| Videojuego | GameRankings      | Metacritic |
| ---------- | ----------------- | ---------- |
| Diablo     | (PC) 89% (PS) 80% | (PC) 94    |
| Diablo II  | (PC) 89%          | (PC) 88    |
| Diablo III | (PC) 88%          | (PC) 88    |

Los videojuegos de la serie Diablo han sido bien recibidos por los críticos especializados y fueron éxitos financieros en el público. Diablo II vendió 4 millones de copias en el año en que fue lanzado. Diablo III vendió 3.5 millones de copias en el primer día y 6.3 millones de copias en la primera semana. Otros 1,2 millones de copias fueron entregadas a los suscriptores del servicio de Pase Anual de Blizzard. El lanzamiento de Diablo III fue el videojuego de PC más vendido de todos los tiempos. En 2010, IGN clasificó a Diablo en el puesto 74 entre los "100 mejores villanos de videojuegos" y declararon que "Simplemente decir la palabra" demoníaco "evoca todo tipo de imágenes y pensamientos sobre rituales extraños, el derramamiento de sangre y una serie de otras cosas sobre las que los maestros de escuela dominical advierten a los niños ".